# Wendy Sutter
Wendy Sutter (Seattle) is een Amerikaans celliste.

## Biografie
Wendy Sutter speelt sinds haar vijfde cello. Zij heeft eerst een opleiding gevolgd aan het Curtis Institute of Music (Philadelphia (Pennsylvania)); ze zei daar later van dat die erg intens maar ook erg behoudend was. Later studeerde zij aan de Juilliard School bij onder meer David Soyer en Aldo Parisot, ook om haar muzikale horizon te verbreden. Ze gaf haar eerste officiële uitvoering toen ze zestien was met een van de gerenommeerde symfonieorkesten van de Verenigde Staten: Seattle Symphony. Zij speelde onder leiding van Gerard Schwarz Kaddish, een soort celloconcert van David Diamond.
Sinds haar debuut heeft Sutter talloze solo-recitals gegeven, maar ze heeft ook deel uitgemaakt van een aantal muziekensembles, waarvan White Oak Kamer Ensemble met wie ze danserMikhail Baryshnikov begeleidde. Ze heeft daarbij al celloconcerten van Tan Dun en Philip Glass uitgevoerd. In 2007 componeerde Philip Glass Songs and Poems speciaal voor haar.
Soms treedt ze buiten haar eigen vakgebied; ze heeft meegespeeld op het muziekalbum Interiors (1997) van Brad, een band uit Seattle.
- Bibliothèque nationale de France: cb146229511 (data)
- Gemeinsame Normdatei: 1099966922
- Library of Congress Control Number: n99025967
- MusicBrainz: 224f3c05-350a-4dfc-ae80-448ef67749e6
- Nationale Bibliotheek van Israël: 987007313463505171
- Virtual International Authority File: 29786296
- WorldCat: E39PBJxrXQYWBk6rXtJhqx6tKd